# Pavare binară

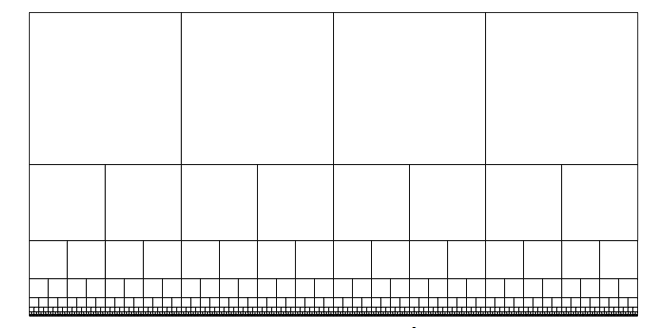
O porțiune a unei pavări binare afișată în modelul semiplanului Poincaré. Dreptele orizontale corespund oriciclurilor din planul hiperbolic, iar segmentele verticale corespund dreptelor din planul hiperbolic.

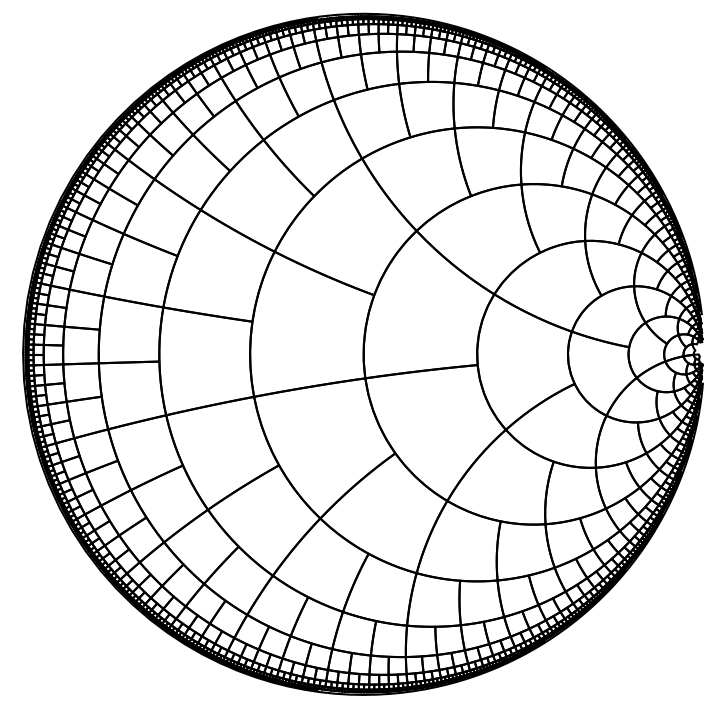
O porțiune a unei pavări binare afișată în modelul discului Poincaré

Versiune alternativă a pavării binare cu dale poligonale, în modelul semiplanului Poincaré. Acest lucru face ca pavarea să fie o adevărată.

În geometrie pavarea binară este o pavare a planului hiperbolic, asemănătoare unei quadtree⁠(d) în modelul semiplanului Poincaré⁠(d) al planului hiperbolic. O pavare înrudită a fost folosită într-un articol din 1957 de M. C. Escher.

## Dale
Într-o versiune a pavărilor, dalele sunt forme delimitate de trei segmente oriciclice congruente (dintre care două fac parte din același oriciclu) și două segmente de drepte hiperbolice (geodezice). Toate dalele sunt congruente. În modelul semiplanului Poincaré, segmentele oriciclice sunt modelate ca segmente orizontale (paralele cu limita semiplanului), iar segmentele de drepte sunt modelate ca segmente verticale (perpendiculare pe limita semiplanului), dând fiecărei dale forma generală de pătrat sau dreptunghi. Totuși, în planul hiperbolic aceste dale au câte cinci laturi, nu doar patru și nu sunt poligoane hiperbolice, deoarece laturile lor oriciclice nu sunt drepte. În modelul semiplanului, lungimea hiperbolică a unui segment oriciclic orizontal este raportul dintre lungimea sa euclidiană din model și distanța sa euclidiană până la limita semiplanului. Prin urmare, pentru ca cele două segmente oriciclice de pe latura orizontală inferioară a fiecărei dale să aibă fiecare lungime egală cu un singur segment oriciclic de pe latura superioară a dalei, acesta din urmă ar trebui să fie plasat pe latura superioară la o distanță de două ori mai mare de limita semiplanului.
O versiune alternativă și echivalentă din punct de vedere combinatoric a pavării plasează vârfurile sale în aceleași puncte, dar le conectează prin segmente de drepte hiperbolice în loc de segmente oriciclice, astfel încât fiecare dală devine un pentagon convex hiperbolic. În această formă a pavării, dalele nu apar ca dreptunghiuri în modelul semiplanului, iar oriciclurile formate din secvențe orizontale de laturi sunt înlocuite cu apeirogoane hiperbolice.

## Enumerare și aperiodicitate
Există nenumărate pavări diferite ale planului hiperbolic de către aceste dale, chiar și atunci când sunt modificate prin adăugarea de proeminențe și adâncituri pentru a le forța să se întâlnească latură la latură. Niciuna dintre aceste pavări diferite nu este periodică (având un grup de simetrie cocompact), deși unele (cum ar fi cea în care există o linie care este complet acoperită de laturile dalelor) au un grup de simetrie infinită unidimensională.
Mai tare decât a avea toate dalele de aceeași formă, la toate primele coroane⁠(d) de dale, setul de dale care ating o singură dală centrală are același model de dală (până la simetriile planului hiperbolic care permit reflexii). Pentru dalele din planul euclidian, a avea toate primele coroane la fel implică faptul că pavarea este periodică și izoedrică (având toate dalele simetrice între ele); pavarea binară oferă un contraexemplu serios pentru proprietatea corespunzătoare din planul hiperbolic.
Corespunzător faptului că aceste dale nu sunt periodice, ci monoedrice (având o singură formă de dală), pavările duale ale acestor pavări sunt neperiodice, dar monocoronale (având același model de dale în jurul fiecărui vârf). Aceste pavări duale sunt formate prin alegerea unui punct de referință în cadrul fiecărei dală a pavărilor binare și prin conectarea perechilor de puncte de referință ale dalelor care au una cu alta în comun câte o latură.

## Aplicație
Într-o pavare binară ajustarea distanței dintre cele două laturi verticale ale dalelor face ca aria acestora să varieze proporțional cu această distanță. Făcând această distanță arbitrar de mică, această pavare poate fi utilizată pentru a arăta că planul hiperbolic are pavări cu plăci congruente cu aria arbitrar de mică.
Un articol din 1957 de M. C. Escher, Diviziunea regulată a planului VI, are această pavare drept structură subiacentă, fiecare dală din pavarea binară este subdivizată în trei triunghiuri dreptunghice, așa cum se vede în forma sa de quadtree. Atunci când sunt interpretate ca forme euclidiene și nu hiperbolice, dalele sunt pătrate, iar triunghiurile în care sunt divizate sunt triunghiuri dreptunghice isoscele, unul fiind jumătate din pătrat, iar celelalte două câte un sfert. În articol fiecare triunghi este înlocuit cu o șopârlă stilizată.